# (137165) Annis
Pour les articles homonymes, voir Annis.
(137165) Annis est un astéroïde de la ceinture principale.

## Description
(137165) Annis est un astéroïde de la ceinture principale. Il fut découvert le 20 mars 1999 à l'observatoire d'Apache Point par le programme Sloan Digital Sky Survey. Il présente une orbite caractérisée par un demi-grand axe de 3,20 UA, une excentricité de 0,21 et une inclinaison de 9,6° par rapport à l'écliptique.

## Compléments